# Das große Spiel
Das große Spiel – singel Freddy’ego Quinna z albumu pt. Gestern – heute, wydana w 1974 roku.

## Opis
Utwór ten jest uznawany za jeden z największych przebojów Freddy’ego Quinna. Wykonał go wraz z chórem dziecięcym Fischer-Chöre 7 lipca 1974 roku na oczach 78 000 widzów na Stadionie Olimpijskim w Monachium przed rozpoczęciem meczu finałowego mistrzostw świata 1974, w którym reprezentacja RFN wygrała 2:1 z reprezentacją Holandii, zostając tym samym mistrzem świata oraz 600 000 000 ludzi przed telewizorami na całym świecie.

## Lista utworów
- Vinyl, 7", CD Singel, 45 RPM (1974)

A. „Das große Spiel” – 3:23 (sł. Victor Bach, Freddy Quinn)
B. „Die stimme des Herzens” – 2:49 (sł. Antonio Conde, Lilibert)